# Маскилейсон, Нафтали
Маскилейсон Нафтали ( 20 февраля 1829, Радошковичи, Виленской губернии — 19 ноября 1897, Минск ) — еврейский поэт, автор статей по исследованию Аггады. 

## Биография
Родился в Радошковичах (ныне Молодечненский район, Минская область, Республика Беларусь) в семье раввина и автора комментариев к Талмуду и Шулхан аруху Авраама Маскилейсона (1788 −1848, Минск). В 1832 семейство Маскилейсонов перебралась в Минск. Публиковался в периодических изданиях на древнееврейском языке — «Хацефира» и «Хамелиц». Как хороший стилист он зарекомендовал себя сборником писем «Михтабим ле-ламед» (1870). Плодом двадцатилетнего труда является переизданное им в переработанном и значительно исправленном виде известное сочинение Иехиеля Гейльприна «Седер га-Дорот» (Варшава, 1878-82). Подготовил к печати и опубликовал оставшиеся в рукописи труды своего отца..